# Norra Höksjön
Norra Höksjön är en sjö i Filipstads kommun, som ingår i Göta älvs huvudavrinningsområde. Sjön har en area på 0,269 kvadratkilometer och ligger 278,7 meter över havet.

## Delavrinningsområde
Norra Höksjön ingår i det delavrinningsområde (667124-140591) som SMHI kallar för Utloppet av Norra Höksjön. Medelhöjden är 316 meter över havet och ytan är 5,29 kvadratkilometer. Räknas de 2 avrinningsområdena uppströms in blir den ackumulerade arean 34,74 kvadratkilometer. Höksjöälven som avvattnar avrinningsområdet har biflödesordning 3, vilket innebär att vattnet flödar genom totalt 3 vattendrag innan det når havet efter 415 kilometer. Avrinningsområdet består mestadels av skog (65 procent) och sankmarker (20 procent). Avrinningsområdet har 0,27 kvadratkilometer vattenytor vilket ger det en sjöprocent på 5,1 procent.